# Zelzatebrug
De Zelzatebrug is een brug in de Kanaalstraat in het Belgische Zelzate. De brug overspant het Kanaal Gent-Terneuzen en vormt de schakel tussen het oostelijk en westelijke deel van Zelzate. Ze maakt deel uit van de Gentse ring, de R4 die ter plekke echter een lokale weg binnen de bebouwde kom is.
Het meeste doorgaande verkeer maakt gebruik van de zuidelijker gelegen Zelzatetunnel in de E34-A11. ADR-verkeer of verkeer van gevaarlijke stoffen is echter verboden door de tunnel, dus deze gebruiken nog wel de brug. De brug wordt ook nog gebruikt voor lokaal verkeer en als omleiding bij werken of ongevallen in de tunnel.